# Villa Le Molina
La Villa Le Molina si trova in località Molina di Quosa presso San Giuliano Terme (PI).

## Storia e descrizione
La villa, edificata nella prima metà del '600 dalla nobile famiglia Alliata passò nel 1840 ai principi Corsini poi ai Pozzo di Borgo.
L'edificio composto da un corpo centrale, ornato da un loggiato a cinque arcate, con due ali laterali. Internamente è arricchito da affreschi e arredi. La villa è situata in un parco di circa 10 ettari, attraversato da sentieri che conducono a luoghi di sosta ornati da statue e altri elementi di arredo tra cui un edificio neogotico. L'acqua è un elemento predominante all'interno del parco infatti oltre a una serie di fontane e scherzi d'acqua, sul retro della villa scorre un fiumiciattolo in cui si getta una cascatella.